# Велико Граблашев
Велико (Величко) Георгиев Граблашев е български юрист, публицист, теолог и масон.

## Биография

### Семейство и образование
Роден е през 1867 г. в Тулча, Добруджа. Баща му хаджи Георги Найденов – Гръблаша, Граблата, е Ботев четник и знаменосец, загинал в боя на Милин камък (1876). Семейството има още трима сина и две дъщери.
През 80-те години на XIX век Велико Граблашев учи във Военното училище в Букурещ. След това заминава за Съединените американски щати, където завършва Богословската академия Crozer в Ъпланд, Пенсилвания (1893), следва право в Университета на Западна Вирджиния и теология в Чикагския университет (1898).

### Професионална, журналистическа и обществена дейност
След завършване на образованието си се завръща в България. Назначен е за съдия във Върховния съд. Работи и в съдилищата на София, Сливен и Кюстенил (1904). По време на работата си в Кюстендилския съд, виждайки рисунки на младия, работещ там като писар Владимир Димитров, по-късно наречен Майстора, се заема да му помогне и изпраща 20 от неговите скици с лична молба до Иван Мърквичка, директора на Рисувалното училище в София. Мъкрвичка оценява таланта на младежа, а за финансиране на образованието му председателят на съда Чехларов организира първата изложба на Владимир Димитров (1903).
През 1904 – 1906 г. е комисар на българския павилион на Световното изложение в Сейнт Луис, САЩ, и изнася пред обществеността редица лекции за българската политика. Тогава и по-късно пише кореспонденции за световни издания: „Берлинер континентал Таймс“, „Дейли мейл“, „Трибюн“, „Таймс“, „Дейли нюз“, „Ню Йорк уърлд“. След завръщането си в България е виден столичен адвокат и лично финансира начинанията си.
През 1922 г. Велико Граблашев заминава с част от семейството си за САЩ, заживява в Чикаго и там става част от адвокатската колегия. През 30-те години е съдия в Илиноис. Деец е на Дружеството на чикагските българи (Chiccago Bulgarian-Americans). Заедно с Боян Чуканов, Константин Патев и Иван Христов урежда участието на българи в известния Чикагски панаир.
Умира през 1952 г.

### Семейство
Женен е за Мария Даскалова, дъщеря на известния политик Никола Даскалов. Имат 4 деца: Георги (р. 1904), Теодосия (Тоска, р. 1909), Никола (р. 1911) и Надежда (р. 1919).